# Carlos Humberto Ramos
Carlos Humberto Ramos (29 april 1958) is een voormalig profvoetballer uit Chili, die voornamelijk speelde als middenvelder gedurende zijn carrière. Hij kwam onder meer uit voor Universidad de Chile, Cobresal en Deportes Iquique.

## Interlandcarrière
Ramos speelde vier duels voor Chili bij de Olympische Spelen (1984) in Los Angeles. Daar werd de ploeg in de kwartfinales uitgeschakeld door Italië (1-0). Hij kwam in totaal tot twee officiële A-interlands voor zijn vaderland en maakte zijn debuut op 25 januari 1989 in de vriendschappelijke uitwedstrijd tegen Ecuador, die met 1-0 werd verloren door een doelpunt van Raúl Avilés.